# ТЕС Meghnaghat (BPDB)
23°36′40″ пн. ш. 90°35′35″ сх. д. / 23.61111° пн. ш. 90.59306° сх. д.
ТЕС Meghnaghat (BPDB) – генеруючий майданчик у Бангладеш за два десятки кілометрів на південний схід від околиць Дакки, створений на замовлення державної компанії Bangladesh Power Development Board (BPDB).
У певний момент для покриття зростаючого попиту на електроенергію в Бангладеш почали широко використовувати практику оренди генеруючих потужностей – державна BPDB укладала угоди із приватними компаніями, які розміщували на наданих майданчиках генеруючі установки на основі двигунів внутрішнього згоряння, котрі могли бути швидко змонтовані, а в майбутньому демобілізовані. Зокрема, в 2011-му в районі Meghnaghat стали до роботи 12 установок Wartsila W20V32 потужністю по 8,9 МВт, надані компанією Orion Power. За договором з BPDB, цей майданчик має гарантувати поставку 100 МВт.
Як паливо станція використовує нафтопродукти. Їх доставка може відбуватись водним транспортом, оскільки майданчик ТЕС розташований на острові, утвореному рукавами річки Мегхна.
Можливо відзначити, що на тому ж острові створюється потужний електроенергетичний комплекс, де наразі вже працюють ТЕС Meghnaghat компанії Pendekar Energy та ТЕС Meghnaghat компанії Summit і планується зведення ще кількох електростанцій. При цьому неподалік (але вже за межами острова) Orion Power спорудила власну (не орендну) ТЕС Meghnaghat.